# پوشش دمشق
پوشش دمشق (به انگلیسی: Damascus Cover) فیلمی مهیج و سیاسی محصول سال ۲۰۱۷ به کارگردانی دنیل زِلیک بِرک، بر اساس فیلمنامه‌ای از برک و سامانتا نیوتن است. این فیلم بر اساس رمانی به همین نام نوشته هاوارد کاپلان، انتشاریافته در سال ۱۹۷۷، ساخته شده است. جاناتان ریس مایرز، اولیویا ترلبی، یورگن پراخنو، ایگال نائور، نوید نگهبان و جان هرت در این فیلم به ایفای نقش پرداخته‌اند. این آخرین حضور سینمایی هرت پیش از درگذشت‌اش بود؛ این فیلم در پایان به یاد و خاطره اون تقدیم شد.
نخستین نمایش جهانی فیلم در جشنواره فیلم بوستون به تاریخ ۲۳ سپتامبر ۲۰۱۷ صورت گرفت. این فیلم در تاریخ ۲۰ ژوئیه ۲۰۱۸ توسط ورتیکال اینترتینمنت به صورت عمومی اکران شد.

## داستان
آری بن-شیون، جاسوس اسرائیلی که به‌عنوان تاجری آلمانی به‌نام هانس هافمن در برلین سال ۱۹۸۹ فعالیت می‌کرد، دستوراتی مبنی بر سفر به دمشق برای کمک به فرار خانواده‌ای یهودی از کشور سوریه دریافت می‌کند. در اثنای ماموریت‌اش، با بانوی روزنامه‌نگار جذابی به‌نام کیم جانسون رو در ور شده و رابطه‌ای احساسی با او برقرار می‌کند. اما به‌زودی در‌می‌یابد که سرویس‌های امنیتی سوریه از هویت اصلی او به‌عنوان جاسوسی اسرائیلی باخبرند و او را از نزدیک تحت‌نظر دارند! این مسئله باعث سردرگمی او شده و سوالات و معماهای تازه‌ای برای او آشکار می‌کند که چرا با این وجود تاکنون او را از بین نبرده‌اند؟ ...

## بازیگران
- جاناتان ریس میرز در نقش آری بن-شیون/ هانس هافمن

- اولیویا ترلبی در نقش کیم جانسون
- یورگن پراخنو در نقش فرانز لودین
- ایگال نائور در نقش ژنرال فؤاد
- نوید نگهبان در نقش سلیمان سرّاجی
- جان هرت در نقش میکی

...

## تولید
در فوریه ۲۰۱۵  اعلام شد که جاناتان ریس مایرز، اولیویا ترلبی، یورگن پراخنو، ایگال نائور، نوید نگهبان و جان هرت به عوامل فیلمی با کارگردانی دنیل زلیک برک محلق شده‌اند که فیلمنامه اولیه آن توسط خود او با همکاری سامانتا نیوتون براساس رمانی به همین نام نوشتهٔ هاواراد کپلان، به رشته تحریر درآمده است.
سپس اعلام شد که هانا لیدر تهیه‌کننده این فیلم خواهد بود.

## انتشار
اکران جهانی فیلم در جشنواره فیلم بوستون به تاریخ ۲۳ سپتامبر ۲۰۱۷ صورت گرفت و مدت کوتاهی پس از آن، کمپانی ورتیکال اینترتینمنت حقوق تولید، پخش و انتشار فیلم را خریداری کرد. فیلم در تاریخ ۲۰ ژوئیه ۲۰۱۸ در ایالات متحده منتشر شد.

## بازخورد
در وبسایت راتن تومیتوز، این فیلم رتبه منتقدین ۱۴٪ را براساس ۲۲ نقد و بررسی و رتبه عمومی ۴/۲ از ۱۰ را براساس بازدید میانگین، به‌دست آورد. از آن رو، وبسایت متاکریتیک میانگین وزنی ۳۶ امتیاز از ۱۰۰ را براساس ۸ نقد به فیلم اعطا کرد.